# ديف كلاين
ديف كلاين (بالإنجليزية: Dave Klein)‏ هو مصور سينمائي أمريكي، ولد في 1 ديسمبر 1972 في الولايات المتحدة.

## وصلات خارجية
- ديف كلاين على موقع IMDb (الإنجليزية)
- ديف كلاين على موقع ألو سيني (الفرنسية)
- ديف كلاين على موقع أول موفي (الإنجليزية)
- ديف كلاين على موقع قاعدة بيانات الأفلام السويدية (السويدية)
- ديف كلاين على موقع قاعدة بيانات الفيلم (الإنجليزية)
- ديف كلاين على موقع كينوبويسك (الروسية)